# Worms: Open Warfare
Worms: Open Warfare ist ein Artillery-Spiel-Spiel von Team17. Das Spiel erschien im Jahr 2006. Es ist ein Spiel der Worms-Reihe. 2007 kam eine Fortsetzung namens Worms: Open Warfare 2 raus.

## Spielprinzip
In dem Spiel übernimmt der Spieler die Kontrolle über eine Armee von Würmern. Das Ziel des Spiels ist es, die gegnerische Armee zu besiegen. Zu den Waffen und Geräten, die der Spieler im Kampf einsetzt, gehören Granaten, Zielsuchraketen, Bazookas, Streubomben, Bananenbomben, Dynamit, Luftangriffe, Schrotflinten und vieles mehr. Das Spiel wird in Runden gespielt, wobei jeder Wurm mit 100 Trefferpunkten beginnt. Jedes Team kontrolliert abwechselnd einen seiner Würmer. Dem Spieler werden normalerweise 60 Sekunden pro Runde zugeteilt. Pro Runde ist nur ein Angriff erlaubt.
Zusätzlich zur Zeitmessung einzelner Spielerzüge hat jede Runde ein Zeitlimit von 20 Minuten. Wenn der Rundentimer auf null abläuft, bevor ein Team den Sieg erringt, sinkt die HP jedes Wurms auf 1, wodurch ein plötzliches Todesszenario entsteht. Im Laufe einer Runde fallen hin und wieder Kisten mit Gesundheit oder Waffen und der Wasserstand steigt.

## Rezeption
Worms: Open Warfare erhielt überwiegend gute Kritiken. Laut Metacritic bekam die PSP-Version 70/100 Punkten und die Nintendo DS-Version 64/100 Punkten. Auf GameRankings hat die PSP-Version 71,29 % und die DS-Version 63,60 %. GamesRadar lobte die Grafik und den lokalen Multiplayer-Modus. Kritisiert wurden das Weglassen des Online-Multiplayer und die Gegner-KI.